# Novohorus
Novohorus es un género de arácnido del orden Pseudoscorpionida de la familia Olpiidae.  Habitan en zonas del Caribe.
Existen tres especies en este género:
- Novohorus incertus  (Beier, 1931)
- Novohorus obscurus   (Banks, 1893)
- Novohorus suffuscus    [Hoff, 1945)